# Тофик Бахрамов
Тофик Бахрамов (енгл. Tofiq Bahramov; 29. јануар 1925 — 26. март 1993) био је совјетски фудбалер и фудбалски судија из Азербејџана.
Био је препознатљив по томе што је био помоћни судија у финалу светског првенства 1966, на утакмици репрезентације Енглеске и Немачке. На њеову интервенцију је главни судија Готфрид Динст признао веома контроверзан гол Џефу Херсту за 3:2.
Након његове смрти 1993. године, тадашњи национални азербејџански стадион преименован је у стадион Тофик Бахрамов, у његову част. Закључно са септембром 2021. је једини фудбалски судија по коме је назван неки стадион.

## Каријера
Бахрамов је првобитно био фудбалер који је играо за Нефчи Баку, али озбиљна повреда ноге спречила га је да настави играчку каријеру и постао је судија. Изабран је на судијском већу Фифа 1964. године. У финалу светског првенства 1966. био је помоћни судија. На светском првенству 1970. учествовао је у три утакмице, укључујући полуфинале. Године 1972. судио је на УЕФА Лиги између енглеских клубова Вулверхемптон вондерерси и Тотенхем хотспер. Након што се повукао као судија, касније је неколико година био генерални секретар Фудбалског савеза Азербејџана.

## Наслеђе
Азербејџански национални стадион у Бакуу преименован је у Тофик Бахрамов, у његову част. Преименован је у 1993. године, убрзо након независности Азербејџана и Бахрамове смрти, претходно је добила име по совјетском лидеру Владимиру Лењину.
Када је Енглеска постављена у исту групу као и Азербејџан, у квалификацијама за Светско првенство у 2006, пре састанка на стадиону одржана је церемонија у његову част, а присутни су били Џеф Херст, Мишел Платини и Сеп Блатер. На церемонији је откривена и његова статуа и он је постао први судија по којем је стадион добио име. Током исте посете, његов син Бахрам Бахрамов сусрео се са представницима енглеских навијача и изразио задовољство што је познати руски официр из 1966. коначно вратио своје право држављанство: „Сада када је Азербејџан независан, врло је у реду да га се памти као припадника азербејџанске нације. Људи попут Тофика Бахрамова рађају се само једном у сто година".